# Todd Rogers
Todd Jonathan Rogers (Santa Bárbara, 30 de septiembre de 1973) es un deportista estadounidense que compitió en voleibol, en la modalidad de playa.
Participó en dos Juegos Olímpicos de Verano, en los años 2008 y 2012, obteniendo la medalla de oro en Pekín 2008, en el torneo masculino (haciendo pareja con Philip Dalhausser). Ganó dos medallas en el Campeonato Mundial de Vóley Playa, oro en 2007 y bronce en 2009.

## Palmarés internacional
| Juegos Olímpicos   | Juegos Olímpicos    | Juegos Olímpicos  | Juegos Olímpicos  |
| Año                | Lugar               | Medalla           | Pareja            |
| ------------------ | ------------------- | ----------------- | ----------------- |
| 2008               | Pekín (China)       | Medalla de oro    | Philip Dalhausser |
| Campeonato Mundial |                     |                   |                   |
| Año                | Lugar               | Medalla           | Pareja            |
| 2007               | Gstaad (Suiza)      | Medalla de oro    | Philip Dalhausser |
| 2009               | Stavanger (Noruega) | Medalla de bronce | Philip Dalhausser |